# Stefan Kuhlins

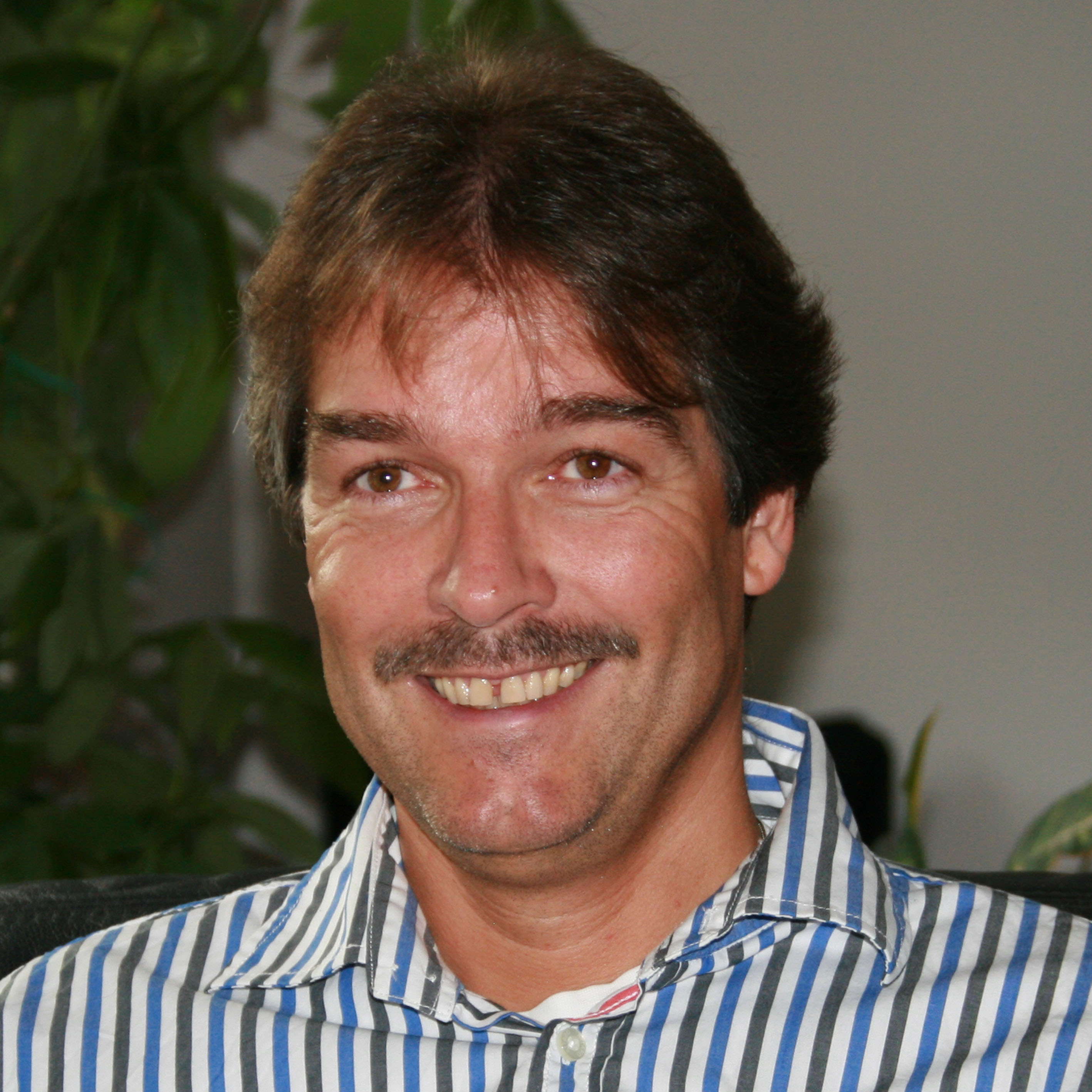
Stefan Kuhlins

Stefan Kuhlins (* 10. Juli 1965 in Lübeck) ist ein deutscher Wirtschaftsinformatiker.
Aufgewachsen und zur Schule gegangen ist Stefan Kuhlins in Lübeck. Er studierte an der Universität Mannheim Wirtschaftsinformatik und promovierte anschließend in diesem Fach. Seit Oktober 2009 lehrt er als Professor im Studiengang "Technisches Logistikmanagement" an der Hochschule Heilbronn.
Er beschäftigt sich hauptsächlich mit elektronischen Märkten und Online-Preisvergleichsdiensten.
Bekannt wurde Kuhlins durch seine Entwicklung des shopinfo.xml-Standards mit der zugehörigen Referenzimplementierung Elm@r und dem Elm@r-Modul für die Open-Source-Shopsoftware osCommerce, der heute von Online-Shops als technische Infrastruktur zur Übermittlung von Produktdaten an Online-Preisvergleichsdienste eingesetzt wird.
Außerdem implementierte er eine Programmierschnittstelle (API) für die Shoppingplattform Gimahhot.

## Veröffentlichungen
- Stefan Kuhlins, Martin Schader: Die C++-Standardbibliothek – Einführung und Nachschlagewerk. 4. Aufl., Springer-Verlag, Heidelberg 2005, ISBN 3-540-25693-8
- Martin Schader, Stefan Kuhlins: Programmieren in C++. 5. Aufl., Springer-Verlag, Heidelberg 1998, ISBN 3-540-63776-1
- Stefan Kuhlins: Objektorientiertes Design für C++. Physica-Verlag, Berlin 1997, ISBN 3-7908-0983-7

### Interviews
- Der gläserne Verkäufer, in Focus Online, 12. Dezember 2005
- Scanner in der Tasche, Focus, 18. August 2003
- Preisvergleich im Internet, ARD-Morgenmagazin, 15. Juli 2002
- Schnäppchenjagd online, Die Telebörse, Ausgabe 12/2002, 14. März 2002